# اسپاگتی

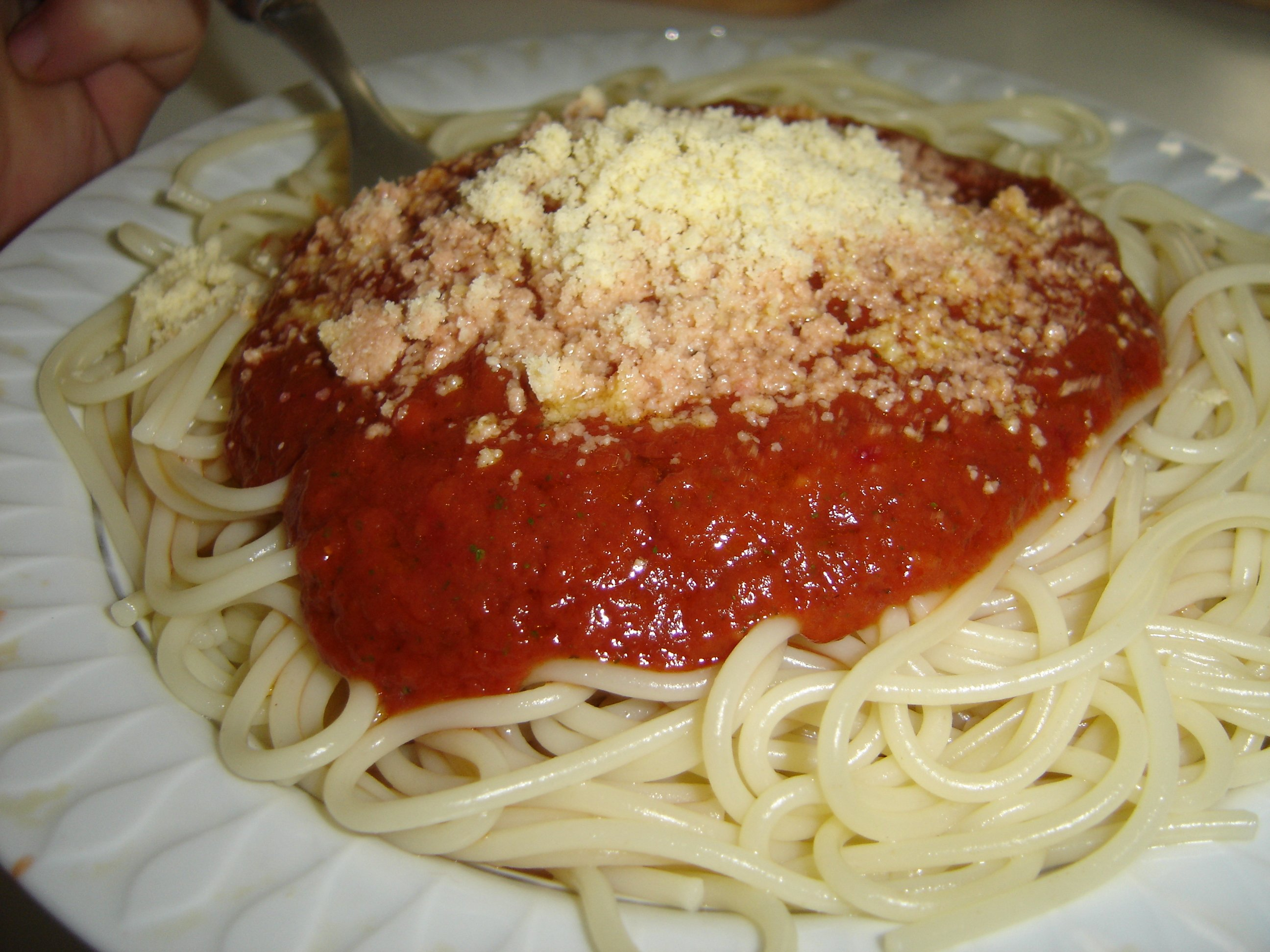
پخت اسپاگتی به همراه سس گوجه فرنگی و پنیر.

اسپاگتی یا رشتار نوعی پاستای استوانه ای نازک و کشیده با ریشه ایتالیایی و سیسیلی است و به عنوان یکی از غذاهای محبوب ایتالیایی شمرده می‌شود که غالباً از سمولینا یا آرد معمولی و آب تهیه می‌شود. اسپاگتی در قرن دوازده میلادی در ایتالیا رواج یافت. اسپاگتی خشک ایتالیایی از آرد نوعی گندم سفت به نام Durum ساخته می‌شود ولی ممکن است در کشورهای دیگر از آردهای دیگر نیز تهیه گردد.
گاهی در اصطلاح رایج ایرانیان به همه نوع پاستای غیرورقه‌ای از جمله اسپاگتی، ماکارونی می گویند

## طرز تهیه

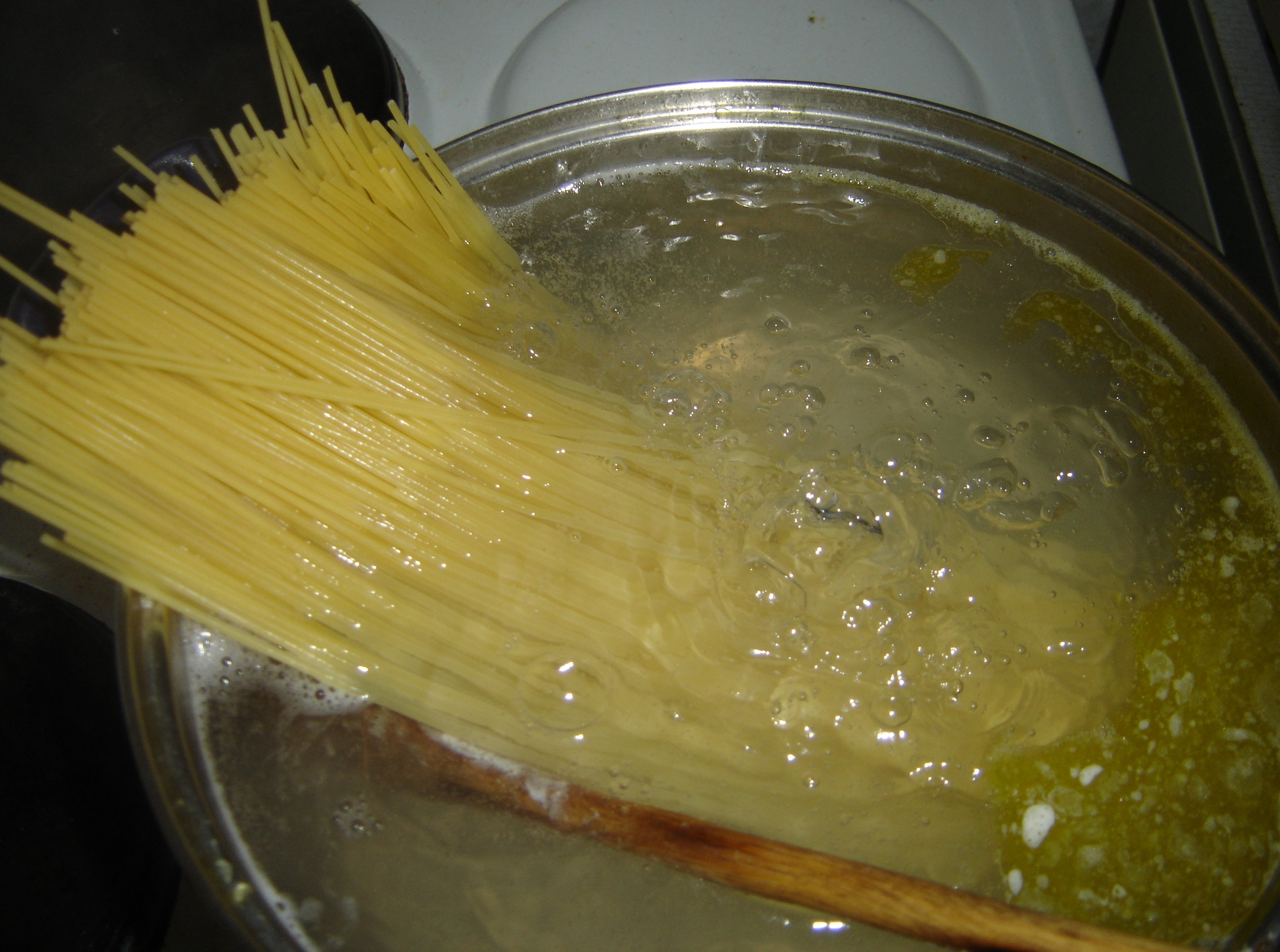
تهیه اسپاگتی.

ابتدا در آب جوش رشته‌های اسپاگتی را اضافه می‌کنند و می‌گذارند تا کمی بپزد در حین قل زدن کمی روغن و کمی نمک هم به آن اضافه می‌کنند تا رشته‌ها به هم نچسبد، سپس به آن سس ماکارونی که غالباً ترکیبی است از سبزیجات ٬گوشت٬روغن زیتون و رب گوجه فرنگی، در ایران علاوه بر موارد قبلی سویا٬سیب‌زمینی، نخود فرنگی، قارچ، فلفل دلمه، هویج و پیاز نیز به انتخاب آشپز اضافه می‌گردد و بعد آن را سرو می‌کنند. در ایران پس از این کار آن را دم هم می‌کنند.